# Lula-gigante
A lula-gigante (Architeuthis spp.) é um cefalópode da ordem Teuthida, conhecida por ser o segundo maior invertebrado existente na Terra, perdendo apenas para a lula-colossal. As oito espécies do género habitam as profundezas dos oceanos e podem atingir comprimentos de 10 metros para os machos e 13 metros para as fêmeas, medido desde a barbatana caudal à ponta dos tentáculos. A lula-gigante tem ainda um dos maiores olhos de todas as criaturas vivas, apenas ultrapassado pelo da lula-colossal. As ventosas dos tentáculos podem atingir até 5 cm de diâmetro. Já foram encontrados diversos exemplos de marcas destas ventosas cravadas nas cabeças de cachalotes, que são predadores das lulas-gigantes.

## Primeiras observações de espécimes vivos

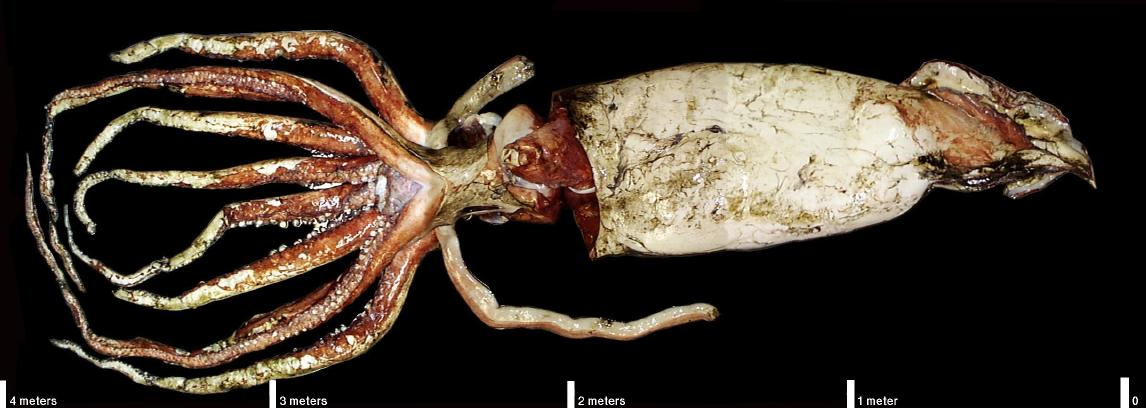
Um espécime de lula gigante medindo mais de 4 m sem seus dois longos tentáculos de alimentação.

Em Setembro de 2004, a equipe do pesquisador japonês Tsunemi Kubodera do Museu Nacional Científico de Tóquio, e Kyoichi Mori, da Associação de Observação das baleias Ogasawara, conseguiu fotografar pela primeira vez na história um exemplar vivo no Pacífico norte, perto das ilhas Ogasawara. O animal de oito metros de comprimento agarrou-se a uma isca, presa a uma corda e lançada a 900 metros de profundidade por Kubodera. O espécime lutou por quatro horas para se libertar, amputando um dos tentáculos no processo. O tentáculo media cerca de 5,5 metros e foi resgatado pelos cientistas, ainda vivo e se movendo.
Em 10 de julho de 2012, cientistas japoneses filmaram pela primeira vez uma lula-gigante viva no seu habitat natural, a centenas de metros de profundidade, num projecto em conjunto com o Discovery Channel e o Museu Nacional de Ciência e Natureza do Japão. O animal foi localizado a 630 metros de profundidade, a partir de um submersível com três tripulantes a bordo, ao largo da ilha de Chichijima, a cerca de 1000 quilómetros ao sul de Tóquio.

## Pesquisas
As observações realizadas pelos cientistas permitiram chegar à conclusão de que as lulas-gigantes não se limitam a flutuar, mas, ao contrário, são ativas e atacam suas presas horizontalmente, prendendo-as em seus tentáculos. Os pesquisadores fizeram testes de DNA no tentáculo e descobriram que ele tem as mesmas características de tentáculos de outras lulas-gigantes encontradas próximas ao Japão.